# Asplenium meiotomum
Asplenium meiotomum là một loài dương xỉ trong họ Aspleniaceae. Loài này được Hillebr. mô tả khoa học đầu tiên.